# Provincia di Boulkiemdé
La provincia di Boulkiemdé è una delle 45 province del Burkina Faso, situata nella Regione del Centro-Ovest. Il capoluogo è Koudougou.

## Struttura della provincia
La Provincia di Boulkiemdé comprende 15 dipartimenti, di cui 1 città e 14 comuni:

### Città
- Koudougou

### Comuni
- Bingo
- Imasgo
- Kindi
- Kokologo
- Nanoro
- Niandala
- Pella
- Poa
- Ramongo
- Sabou
- Siglé
- Soaw
- Sourgou
- Thyou